# Alexandre-Pierre-François Robert-Dumesnil
Pour les articles homonymes, voir Dumesnil.
Alexandre-Pierre-François Robert-Dumesnil (Périers, 1778 - Paris, 1864) est un notaire, amateur d'estampe et historien de l'art français, connu pour son ouvrage Le peintre-graveur français ou Catalogue raisonné des estampes gravées par les peintres et les dessinateurs de l'École française (1938), qui se veut une suite du Peintre-graveur d'Adam von Bartsch, mais concernant les graveurs français.

## Biographie

### Carrière de notaire
Alexandre-Pierre-François Robert-Dumesnil naît à Périers en 1778.
Il étudie le droit et devient clerc chez un notaire de Coutances à 18 ans, avant de poursuivre à Paris, où il finit par se mettre à son compte.
Robert-Dumesnil abandonne sa carrière de notaire en 1835 pour se consacrer à la passion qu'il voue pour les estampes, dont il fait la collection depuis son arrivée dans la capitale.

### Le Peintre-Graveur français
Il s'engage ainsi dans l'entreprise de donner suite au Peintre-Graveur d'Adam von Bartsch, en se concentrant sur les graveurs français exclusivement. Pour cela, il cherche à compléter sa collection d'estampes françaises en vendant les étrangères,.
Il publie en 1835 le premier volume du Peintre-Graveur français ou catalogue raisonné des estampes gravées par les peintres et les dessinateurs de l'école française, ouvrage faisant suite au Peintre-Graveur de M. Bartsch,. Il rédige en tout huit volumes pour un ouvrage qui fait référence et pour lequel il s'est rapproché de la communauté de connaisseurs et d'amateurs d'estampes de l'époque.
Le dernier volume paraît en 1850, et Georges Duplessis, conservateur du Cabinet des estampes de la Bibliothèque nationale et déjà collaborateur de Robert-Dumesnil, prend la suite à la mort de ce dernier en 1864. Il publie les deux volumes qu'il avait entamés et en publie un onzième en 1871.
Prosper de Baudicour, autre amateur d'estampes contemporain de Robert-Dumesnil, avait lui aussi fait paraître deux autres volumes intitulés Le Peintre-Graveur français continué (1859-1861).
Alexandre-Pierre-François Robert-Dumesnil meurt à Paris le 20 janvier 1864.

## Œuvre

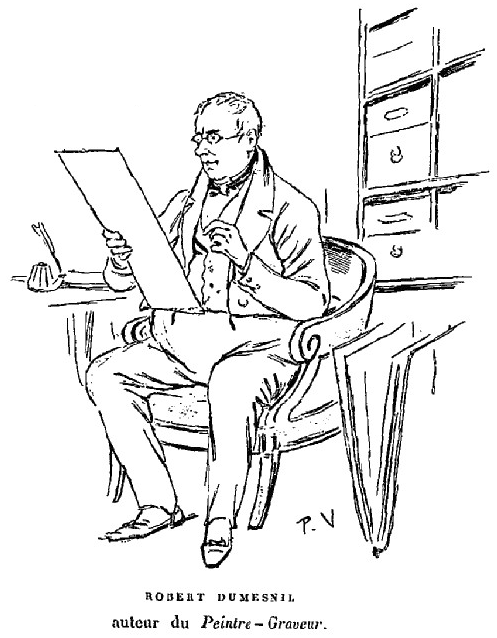
Alexandre-Pierre-François Robert-Dumesnil, dans une illustration de l'article de Henry Nogresseau, « Invitation à la physiologie de l’iconophile et du marchand d’estampes », L’Art et l’Idée, I, 1892, p. 183.

- Catalogue des estampes des écoles d'Italie et d'Espagne, et des dessins tant de ces écoles que des écoles germaniques colligés par M. A.-P.-F. Robert-Dumesnil, dont la vente publique aura lieu à Londres, le 14 mai 1838 et jours suivants, Paris : impr. de Mme Huzard , 1838, 113 p. ((BNF 31226223) ; lire en ligne sur Gallica).
- (avec Georges Duplessis) Le peintre-graveur français, ou Catalogue raisonné des estampes gravées par les peintres et les dessinateurs de l'école française Paris : G. Warée (à partir du tome 9 par Georges Duplessis), 1835-1871 (BNF 31226225), 11 vol. :
  - Tome 1 (lire en ligne sur Gallica)
  - Tome 2 (lire en ligne sur Gallica)
  - Tome 3 (lire en ligne sur Gallica)
  - Tome 4 (lire en ligne sur Gallica)
  - Tome 5 (lire en ligne sur Gallica)
  - Tome 6 (lire en ligne sur Gallica)
  - Tome 7 (lire en ligne sur Gallica)
  - Tome 8 (lire en ligne sur Gallica)
  - Tome 9 (lire en ligne sur Gallica)
  - Tome 10 (lire en ligne sur Gallica)
  - Tome 11 (lire en ligne sur Gallica)
- Œuvres de Rembrandt et de ses élèves (le titre de départ porte : « Catalogue des estampes de Rembrandt, de Ferdinand Bol, de Jean Livens, de Jean Georges Van Vliet, de Rodermont, et de leurs imitateurs, colligées par M. A.-P.-F. Robert-Dumesnil »), Paris : impr. de Mme Huzard , 1835 (BNF 31226224).